# Mackie River
Der Mackie River ist ein Fluss in der Wheatbelt-Region im Südwesten des australischen Bundesstaates Western Australia.

## Geografie
Der Fluss entspringt rund 17 Kilometer südlich von Balkuling an der Verbindungsstraße York–Quairading. Von dort fließt er nach Westen und mündet bei Qualen am Great Eastern Highway in den Avon River. 

### Nebenflüsse mit Mündungshöhen
Der Mackie River hat folgende Nebenflüsse:
- Mungerding Brook – 221 m
- Balley Balley Brook – 211 m
- Pitt Brook – 196 m
- Doctors Brook – 187 m